# Октябрьский (Костанайская область)
Октя́брьский (каз. Октябрь) — посёлок городского типа в Костанайской области Казахстана. В подчинении у городской администрации Лисаковска. Административный центр и единственный населённый пункт Октябрьской поселковой администрации. Код КАТО — 392035100.
Расположен на реке Тобол в 6 км от железнодорожной станции Майлин.
Ведётся добыча бокситов — Краснооктябрьское бокситовое рудоуправление АО «Алюминий Казахстана» (ERG).

## История
Указами Президиума Верховного Совета Казахской ССР от 11 января 1957 года отнесен к категории рабочих поселков населённый пункт при Козыревском руднике Тарановского района Кустанайской области с присвоением ему наименования — Октябрьский.
Его так назвали потому что начали строить в октябре 

## Население
В 1999 году население посёлка составляло 3633 человека (1751 мужчина и 1882 женщины). По данным переписи 2009 года, в посёлке проживало 3737 человек (1819 мужчин и 1918 женщин).
На начало 2019 года население посёлка составило 4144 человека (1993 мужчины и 2151 женщина).